# Socioécologie
La socio-écologie est une discipline scientifique récente. C'est une branche de l'écologie scientifique, qui étudie les espèces en privilégiant les relations et interactions sociales qu'elles nouent entre elles.

Cette discipline concerne aujourd'hui les animaux et les plantes, mais pourrait théoriquement un jour aussi être adaptée aux champignons ou bactéries.

## Dans le monde animal
La socio-écologie semble surtout utilisée pour l'étude de mammifères.

## Concernant les plantes
La socio-écologie s'est développée dans le monde de l'écologie végétale et de la botanique à la suite de la phytosociologie, en donnant la priorité aux êtres vivants sur les relevés; 
Elle caractérise « l'écologie des plantes par rapport à d’autres plantes, ses cooccurrentes, et non par rapport à des caractères physico-chimiques ou climatiques », et statistiquement parlant, elle cherche à mieux prendre en compte le fait que « la plante est un être vivant, alors que le relevé n’est qu'un échantillon de milieu tout à fait interchangeable : plantes et relevés ne doivent pas être traités de façon symétrique ».

Dans cette optique, les botanistes peuvent notamment s'appuyer sur une banque de données botaniques et écologiques dite « SOPHY» (comme PHYtoSOciologie), basée à l'Université Paul Cézanne de Marseille.
pour Henri Brisse et Patrice de Ruffay, la socio-écologie procède en plusieurs étapes : 
- étude de l'écologie des plantes, analytique et plante par plante,
- étude synthétiques, en regroupant les comportements écologiques des plantes en « phytotypes ».
- production de résultats relatifs à l’identification des milieux des relevés à une certaine échelle (région, pays), en regroupant les relevés en types de milieu ou « mésotypes ».

## Méthodes de classification[1]
Elles servent à classer les plantes, et les relevés.

La gestion des classifications permet de produire des analyses utiles aux biologistes à partir les listes de plantes, des indices de variables et des cartes.